# Angers (meteorito)
Angers es un meteorito L6 que golpeó Países del Loira, Francia en 1822. El meteorito golpeó a las 8:15 p. m. el 3 de junio. Desde entonces se ha almacenado junto con L'Aigle, otro meteorito que golpeó a Francia 19 años antes, en una habitación en el Museo de Historia Natural de Angers, un museo francés de historia natural.

## Clasificación
Se clasifica como una condrita ordinaria L6.